# 군마 교향악단

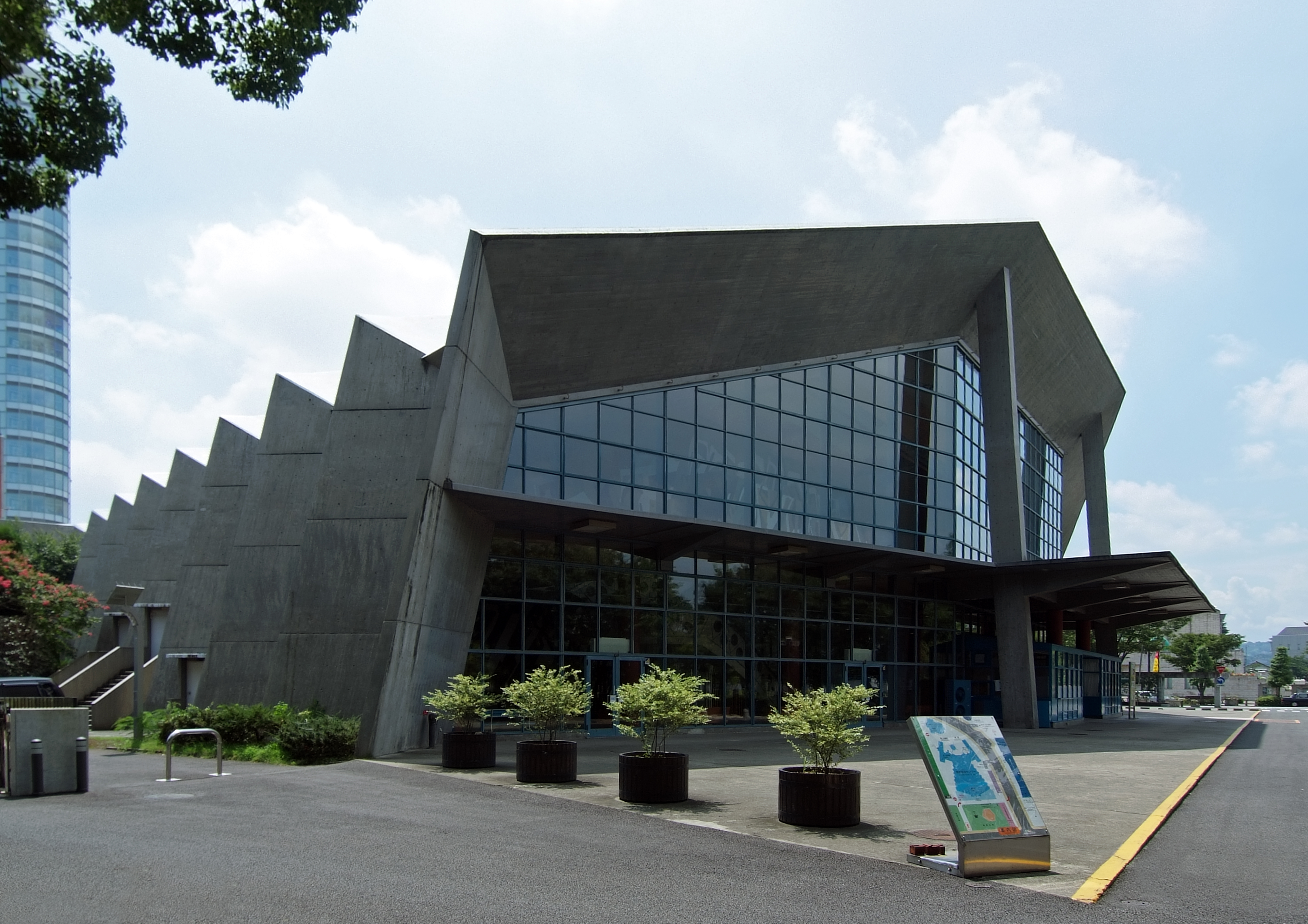

군마 교향악단(일본어: 群馬交響楽団, Gunma Symphony Orchestra)은 일본의 관현악단이다. 태평양전쟁 종전 직후인 1945년에 군마현의 다카사키시에서 '다카사키 시민 관현악단'이라는 소규모 아마추어 악단으로 창단된 것이 시초로, 이듬해에 '군마 필하모닉 오케스트라' 로 개칭했다. 1947년에 정단원제를 채택하고 프로 관현악단이 되었으며, 군마 현 내의 학교들을 순회 공연하며 저연령층과 청소년층의 클래식 음악 입문을 돕기도 했다. 1949년에는 재단 법인체 인가를 받았다.
1955년에 악단의 활동상을 소재로 한 영화가 만들어져 전국적으로 화제가 되었고, 이듬해에는 군마 현 전체가 문부성에 의해 '음악 모델 현'으로 지정되기도 했다. 1961년에는 다카사키 시에 군마 음악센터가 건립되었고, 악단도 자동적으로 상주 단체가 되었다. 1963년에 현재의 명칭으로 다시 개칭되었다.
한동안 일본 밖에서는 잘 알려져 있지 않은 악단이었으나, 1980년대 들어 일본 국내외 음반사들과 녹음 작업도 하게 되면서 차츰 해외에도 알려지게 되었다. 1994년에는 프라하의 봄 국제 음악제와 빈 예술주간의 동시 초청으로 창단 이후 최초로 유럽 순회 공연을 진행해 화제가 되었으며, 이듬해에는 창단 50주년 기념으로 베토벤 교향곡 전곡 연주회를 군마 현과 도쿄에서 개최했다.
2001년에는 일본 문화청의 예술 특별 지원 사업인 '아트플랜 21' 의 후원 대상으로 선정되었고, 본거지인 다카사키 시 외에도 현청 소재지인 마에바시시와 오타시, 기류시, 다테바야시시 등 현내 도시들과 도쿄에서도 정기적으로 공연하고 있다.

## 역대 지휘자 목록
- 야마모토 나오타다 (1946-1949 상임 지휘자)
- 고이케 요시지로 (1949-1961 상임 지휘자)
- 가이 마사오 (1961-1963 상임 지휘자)
- 한스 헤르너 (1963-1968 상임 지휘자)
- 야마다 가즈오 (1968-1974 음악 감독)
- 도야마 신지 (1968-1974 상임 지휘자, 1974-1981 음악 감독, 타계 후 영구 명예 지휘자)
- 사토 고타로 (1978-1980 상임 지휘자)
- 도요다 고지 (1981-1987 음악 감독)
- 데즈카 유키노리 (1987-1993 상임 지휘자)
- 다카세키 겐 (1993- 음악 감독)
- 마르틴 투르노프스키 (1998- 수석 객원 지휘자)
- 구도 도시유키 (2003- 지휘자)